# 村井康彦
村井 康彦（むらい やすひこ、1930年8月28日 - ）は、日本の歴史学者。専攻は日本文化史。国際日本文化研究センター・滋賀県立大学名誉教授、財団法人京都市芸術文化協会顧問、元京都市美術館館長。

## 来歴・人物
1930年、山口県生まれ。1953年に京都大学文学部史学科を卒業。同大学院に学び、1958年博士課程を中退。
1958年に京都女子大学助教授となり、1966年に教授昇格。1964年、学位論文『律令国家解体過程の研究』を京都大学に提出して文学博士の学位を取得。1987年に設立された国際日本文化研究センター教授となり、1995年には定年退官し、名誉教授となった。その後も滋賀県立大学教授、京都市歴史資料館館長を兼ねた。2000年に滋賀県立大学を退任し、名誉教授。その後は京都造形芸術大学大学院長、2004年より財団法人京都市芸術文化協会理事長。2006年には源氏物語千年紀の呼びかけ人となった。

## 研究内容・業績
日本古代史が専門だったが、その後茶の湯研究に進み1993年茶の湯文化学会の設立に参加、日本の宮廷文化について多くの著作がある。

## 受賞・栄典
- 2008年：京都市文化功労者。
- 2010年：瑞宝中綬章受章[2]。

## 著書
- 『古代国家解体過程の研究』岩波書店 1965
- 『平安貴族の世界』徳間書店 1968
  - 『平安貴族の世界 上』徳間文庫 1986
  - 『平安貴族の世界 下』徳間文庫 1986
- 『日本文化小史 知識人の誕生』学芸書林 1969
  - 角川選書
- 『茶の湯の歴史』(茶の湯ライブラリー) 淡交社 1969
- 『利久七哲・宗旦四天王』淡交社 1969
- 『千利休 その生涯と茶湯の意味』日本放送出版協会 1971
  - 講談社学術文庫 2004
- 『古京年代記 飛鳥から平安へ』角川書店 1973
- 『平家物語の世界』徳間書店 1973
- 『日本の歴史 8 王朝貴族』小学館 1974
- 『小京都へ』平凡社カラー新書 1975
- 『律令制の虚実』講談社現代新書 1976
  - 学術文庫
- 『日本の宮都 古代都市の原像』(季刊論叢日本文化) 角川書店 1978
- 『平清盛 「さぶらひ」と「公達」の間 日本を創った人びと』平凡社 1979
- 『茶の文化史』岩波新書 1979
- 『茶の湯人物志』角川選書 1980
- 『京都史跡見学』岩波ジュニア新書 1982
- 『茶の湯 生いたちとこころ』大阪書籍 (朝日カルチャーブックス) 1982
- 『茶人の系譜 利休から天心まで』大阪書籍 (朝日カルチャーブックス) 1983
- 『王朝文化断章』教育社 1985
- 『茶の湯風土記』平凡社 1986 
  - 改題『茶の湯紀行』河出文庫
- 『利休とその一族』平凡社 1987
  - 再版 平凡社ライブラリー
- 『図説千利休 その人と芸術』河出書房新社 1989
- 『千利休追跡』角川選書 1990
- 『平安京と京都 王朝文化史論』三一書房 1990
- 『花と茶の世界 伝統文化史論』三一書房 1990
- 『文芸の創成と展開』思文閣出版 1991
- 『武家文化と同朋衆 生活文化史論』三一書房 1991
  - ちくま学芸文庫 2020
- 『日本文明史 第5巻 乱世の創造 文明の展開』角川書店 1991
- 『平安京物語』小学館 1994
- 『平安京年代記』京都新聞社 1997
- 『王朝風土記』角川選書 2000
- 『日本の文化』岩波ジュニア新書 2002
- 『平安京と王朝びと 源氏物語の雅び』京都新聞出版センター 2008
- 『京の古寺　歴史探訪―京都文化の深層』淡交社 2010
- 『出雲と大和　古代国家の原像をたずねて』岩波新書 2013
- 『藤原定家『明月記』の世界』岩波新書 2020
- 『古代日本の宮都を歩く』ちくま新書 2023

共編著・校註
- 『室生路の寺』(カラーブックス奈良の寺) 入江泰吉共著 保育社 1970
- 『京都の歴史』(全10巻) 林屋辰三郎編集責任、上田正昭・井上満郎ほか著、學藝書林 1970-1976
- 『京都事典』東京堂出版 1979
- 『京料理の歴史』(シリーズ食文化の発見) 柴田書店 1979
- 『中世 心と形』守屋毅共編 講談社 1979
- 『茶道美術手帳』筒井紘一・赤沼多佳共編 淡交社、1987
- 『君台観左右帳記・御飾書』(茶の湯の古典 1) 相阿弥（校訂訳注）世界文化社 1990
- 『京都・大枝の歴史と文化』思文閣出版 1991
- 『千年の息吹き 京の歴史群像』上田正昭共編 京都新聞社 1993-1994
- 『図説・平安京 建都四〇〇年の再現』淡交社 1994
- 『京の歴史と文化』(全6巻) 講談社 1994
- 『足利将軍若宮八幡宮参詣絵巻』国際日本文化研究センター(日文研叢書) 1995
- 『よみがえる平安京』淡交社 1995
- 『公家と武家 その比較文明史的考察』思文閣出版 1995
- 『平安京の光と闇 貴族社会の実像』(史話日本の古代 第8巻) 作品社 2003
- 『環琵琶湖地域論』西川幸治共編 思文閣出版 2003
- 『長楽寺蔵 七条道場金光寺文書の研究』大山喬平共編 法藏館 2012